# Magdalena Litwińska
Magdalena Barbara Litwińska – polska ginekolog, doktor habilitowany nauk medycznych i nauk o zdrowiu.

## Życiorys
W 2012 roku ukończyła studia lekarskie na Uniwersytecie Medycznym w Łodzi, w 2017 roku obroniła pracę doktorską pt. "Ocena kompleksowej diagnostyki i terapii wewnątrzmacicznej w przypadkach patologicznych zmian echostruktury płuc płodu", której promotorem był prof. Krzysztof Szaflik. W 2023 roku habilitowała się na podstawie pracy zatytułowanej – "Stratyfikacja opieki położniczej na podstawie rozwoju ryzyka stanu przedrzucawkowego określonego za pomocą czynników biochemicznych i biofizycznych w drugim trymestrze ciąży".
Została zatrudniona na stanowisku adiunkta w Katedrze Położnictwa i Ginekologii na I Wydziale Lekarskim Warszawskim Uniwersytecie Medycznym.